# Soběslav

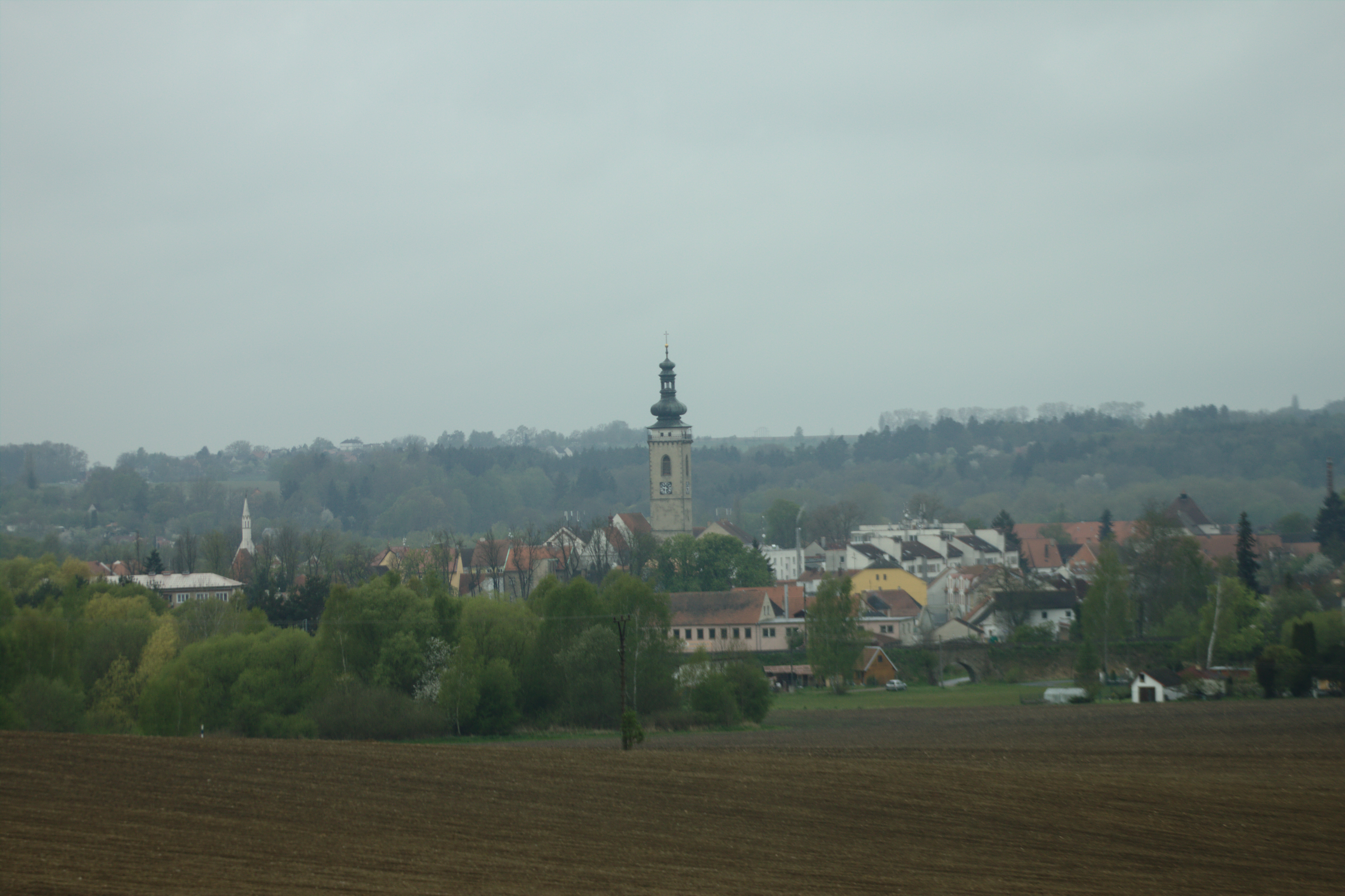
Ortsansicht

Soběslav (deutsch Sobieslau oder Sobeslau) ist eine Stadt im Okres Tábor in Tschechien. Sie liegt in 405 m ü. M. am Zusammenfluss der Flüsse Lainsitz und des Černovický potok 20 km südlich von Tábor. Soběslav erstreckt sich auf einer Fläche von 1998,58 Hektar und zählt 7308 Einwohner (1. Januar 2004).

## Geschichte
1293 wurde der Ort erstmals schriftlich erwähnt, 1390 verlieh Heinrich III. von Rosenberg der Siedlung Stadtrechte. Die längste Zeit war Soběslav im Besitz der Rosenberger, die viele bedeutende Bauwerke erstellen ließen.
Im Sommer 1421 wurde Soběslav erstmals von Besatzungstruppen des Ulrich II. von Rosenberg eingenommen, ein zweites Mal 1435, dann wurde es niedergebrannt.

## Sehenswürdigkeiten
- Frühgotische Kirche der hll. Peter und Paul (1493 bis 1518) mit einem Netzgewölbe über dem Predigerstuhl und einem wertvollen Kellergewölbe und einem 68 Meter hohen Turm.
- Kirche des hl. Veit (1374 bis 1390), 1719 ausgebrannt und neu erbaut. Eine der interessanten Denkmäler aus der Zeit der Herrschaft Wenzels IV.
- Friedhofskirche des hl. Marek (1650), beauftragt durch den Stadtprimator Zachariáš Marek Markovský, mit einer achteckigen Barockkapelle und einem Fresko, die die Trinität darstellt.
- Rosenberger Burg, erbaut in der zweiten Hälfte des 14. Jahrhunderts durch Heinrich III. von Rosenberg. In der Burg war eine Zeit lang der böhmische König Wenzel IV. inhaftiert. Teilweise zerstört während der Hussitenkriege.
- Renaissance-Haus auf dem Platz der Republik (1564), in dem sich ehemals die Böhmischen Brüder trafen.
- Rosenberger Haus (Rožmberský dům) aus dem 15. Jahrhundert, Peter Wok von Rosenberg überließ es 1609 Zuzana Vojířová von Vacovice
- Altes Rathaus (1487)
- Steinbrunnen auf dem Rathausplatz (1713)

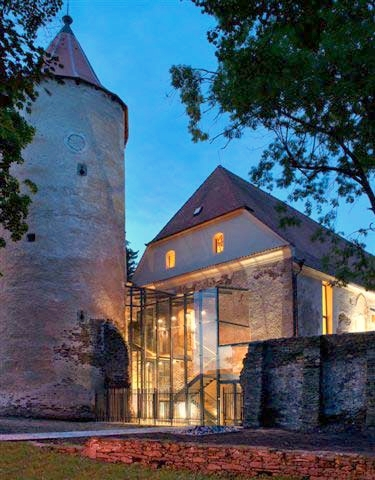
Rosenberger Burg
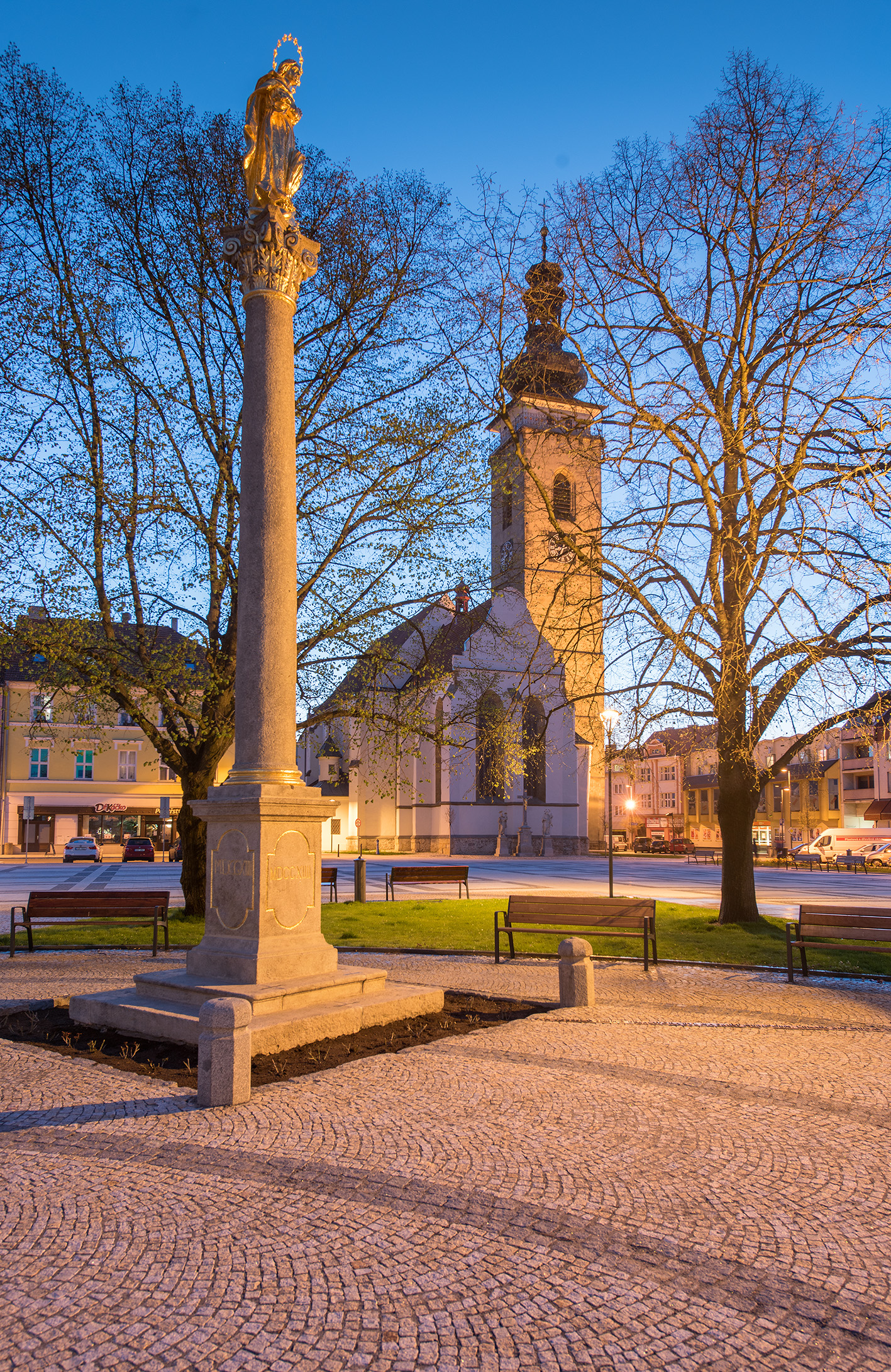
Kirche der Hll. Peter und Paul mit Stadtturm

## Stadtgliederung
Zu Soběslav gehören die Ortsteile Chlebov (Chlebow), Nedvědice (Nedwieditz), Soběslav I, Soběslav II und Soběslav III.

## Kultur
In Soběslav finden mehrere traditionelle Kulturveranstaltungen im Jahreslauf statt. Anfang Juli ist die Stadt Schauplatz des klassischen Kammermusikfestivals Setkání s hudbou v Soběslavi. Jedes dritte Wochenende im Juli ist das Stadtzentrum Gastgeber des Blasmusikfestivals Kubešova Soběslav. Es ist eine der größten und wichtigsten Blasmusikfestivals in Tschechien.

## Persönlichkeiten
Söhne und Töchter der Stadt
- Philipp Hoffmann Edler von Wendheim (1798–1875), k.k Generalmajor
- Joseph Watzl (1877–1936), röm.-kath. Priester (Redemptorist)
- Karel Bodlák (1903–1989), tschechischer Literaturkritiker, Dichter und Lehrer
- Helena Johnová (1884–1962), tschechische Keramikerin und Bildhauerin
- Jiří Laburda (1931–2025), tschechischer Komponist